# Taron mouatae
Taron mouatae är en snäckart som beskrevs av Powell 1940. Taron mouatae ingår i släktet Taron och familjen Fasciolariidae. Inga underarter finns listade i Catalogue of Life.